# Хмара Гіллса

Художня ілюстрація хмари Оорта та поясу Койпера, розміри тіл завищені для наочності.

Хмара Гіллса — іменна назва внутрішньої хмари Оорта, що є величезним навколозоряним диском всередині хмари Оорта, і чия зовнішня межа розташована приблизно від 20 000 до 30 000 астрономічних одиниць від Сонця, а внутрішня межа, менш чітко визначена, гіпотетично розташована на відстані 250–1500 астрономічних одиниць, далеко за межами орбіт об’єктів пояса Койпера, але відстані можуть бути значно більшими. Звісно, якщо хмара Гіллса взагалі існує, то містить приблизно в 5 разів більше комет, ніж зовнішня хмара Оорта.

## Гіпотеза
Потреба в гіпотетичній «Хмарі Гіллса» тісно пов'язана з динамікою хмари Оорта, оскільки комети хмари Оорта постійно збурюються у своєму середовищі. Незначні частки залишають Сонячну систему або падають у внутрішню систему, де випаровуються, або падають на Сонце чи газовий гігант. Отже, хмара Оорта давно мала б бути виснажена, але вона все ще добре забезпечена кометами.
Гіпотеза про існування хмари Гіллса звертається до стійкості хмари Оорта, виділяючи густонаселену внутрішню частину хмари Оорта як «Хмару Гіллса». Об’єкти, викинуті з хмари Гіллса, ймовірно потрапляють у класичну область хмари Оорта, чим власне забезпечують зберігання хмари Оорта.
Цілком ймовірно, що хмара Гіллса має найбільшу концентрацію комет у всій Сонячній системі. Існування хмари Гіллса є правдоподібним, оскільки там уже знайдено багато об'єктів. Вона повинна бути щільнішою власне за хмару Оорта.
Базову модель «внутрішньої хмари» запропонував у 1981 році астроном Джек Гіллс з лабораторії Лос-Аламос, який і надав назву внутрішній хмарі Оорта.